# Blang Baru
Blang Baru is een bestuurslaag in het regentschap Aceh Selatan van de provincie Atjeh, Indonesië. Blang Baru telt 1325 inwoners (volkstelling 2010).